# بحمرة
بحمرة قرية في ناحية مركز القرداحة التابعة لمنطقة القرداحة في محافظة اللاذقية. بلغ عدد سكانها 1028 نسمة عام 2004.